# Lilium bulbiferum subsp. croceum
Sous-espèce
Classification phylogénétique
Lilium bulbiferum subsp. croceum, ou Lys orangé, est une sous-espèce de plantes du genre des lys et de la famille des liliacées.